# Amtsgericht Guhrau
Das Amtsgericht Guhrau war ein preußisches Amtsgericht mit Sitz in Guhrau.

## Geschichte
In Guhrau bestand von 1849 bis 1879 das Kreisgericht Guhrau. Das königlich preußische Amtsgericht Guhrau wurde mit Wirkung zum 1. Oktober 1879 als eines von 14 Amtsgerichten im Bezirk des Landgerichtes Glogau im Bezirk des Oberlandesgerichtes Breslau gebildet. Der Sitz des Gerichtes war Guhrau. Sein Gerichtsbezirk umfasste den Landkreis Guhrau ohne den Teil, der dem Amtsgericht Herrnstadt zugeordnet war. Am Gericht bestanden 1880 drei Richterstelle. Das Amtsgericht war damit ein mittelgroßes Amtsgericht im Landgerichtsbezirk. In Tschirnau wurden Gerichtstage abgehalten.
Im Jahre 1945 wurde der Amtsgerichtsbezirk unter polnische Verwaltung gestellt, und die deutschen Einwohner wurden vertrieben. Damit endete auch die Geschichte des Amtsgerichtes Guhrau.